# シンハー・スタジアム
シンハー・スタジアム（タイ語: สิงห์ สเตเดียม, ローマ字: Singha Stediam, 英語: Singha Stadium）は、タイ北部のチェンライ県に位置するサッカースタジアムである。現在、チェンライ・ユナイテッドFCのホームスタジアムとして、サッカーの試合で最も多く使用されている。
収容能力は11,354人で、シンハー・スタジアムのすぐ近くにはチェンライ国際空港がある。

## 名前の由来
このスタジアムの名前は、2017年にタイのビール飲料会社「シンハービール」とのスポンサー契約によって、初めのオリジナルの名前であるユナテッド・スタジアム・オブ・チェンライからシンハー・スタジアムに変更された。
しかしながら、このスタジアムはアジアサッカー連盟の大会によって、オリジナルの名前であるユナイテッド・スタジアム・オブ・チェンライで紹介された。